# Rui Silva
Rui Silva (født 3. august 1977 i Santarém, Portugal) er en portugisisk atletikudøver (mellemdistanceløber), der vandt bronze i 1500 meter løb ved både OL i Athen 2004 og ved VM i Helsingfors i 2005. Ved EM har han to gange, i 1998 og 2002 vundet guld på distancen.